# Honschaft Bellscheid
Die Honschaft Bellscheid war vom Mittelalter bis in das 19. Jahrhundert hinein eine von 14 Honschaften im Landgericht Homberg des  Amtes Angermund im Herzogtum Berg. Das Gebiet der Honschaft liegt heute in der nordrhein-westfälischen Stadt Ratingen im Kreis Mettmann.
Im Zuge einer Verwaltungsreform innerhalb des Großherzogtums Berg wurde 1808 die Bürgermeisterei Eckamp gebildet. Die Honschaft Bellscheid bildete im 19. Jahrhundert daraufhin zusammen mit den Honschaften Bracht und Homberg eine Spezialgemeinde bergischen Bürgermeisterei Eckamp im Landkreis Düsseldorf des Regierungsbezirks Düsseldorf innerhalb der preußischen Rheinprovinz.
Laut der Statistik und Topographie des Regierungsbezirks Düsseldorf von 1832 gehörten zu der Honschaft die Ortschaften und Wohnplätze Bellscheiderhof, Breckhausen, in den Brüggen (Schmitzbrück und Schrödersbrück), Herrenbrück, Kesselsdell, Knevels, Knopshof, zu Malz, Nottberg, Obenanger und Weiersberg (originale Schreibweise).
In den 1840er Jahren bildeten die drei Honschaften die Landgemeinde Homberg-Bracht-Bellscheidt, die seit 1930 zum Amt Hubbelrath im Kreis Düsseldorf-Mettmann gehörte und 1967 mit der Gemeinde Meiersberg zur Gemeinde Homberg-Meiersberg zusammengeschlossen wurde.